# Wall Street (1987)
Wall Street ist ein US-amerikanischer Spielfilm aus dem Jahr 1987. Regie führte Oliver Stone, der auch am Drehbuch mitgewirkt hat. Der Film erzählt die Geschichte eines Nachwuchs-Börsenmaklers in New York und seine zunehmende Verwicklung in den kriminellen Insiderhandel.

## Handlung
Im New York des Jahres 1985 arbeitet der aus einfachen Verhältnissen stammende, aufstrebende Yuppie und Börsenmakler Bud Fox beim Broker Jackson Steinem & Co. Er akquiriert Kunden für Börsengeschäfte am Telefon. Als einer der Kunden bei einem Deal kalte Füße bekommt, lässt sein Chef ihn die Verluste tragen. Im Privatleben hat der ständig überarbeitete Bud keine funktionierende Beziehung und bewohnt eine winzige Mietwohnung an der Upper West Side von Manhattan. Neben seiner Tätigkeit versucht er täglich, einen Termin bei Gordon Gekko zu bekommen, einem berühmt-berüchtigten Finanzhai und „Corporate Raider“. Nach 59 Tagen, an Gekkos Geburtstag, gelingt es ihm dank seiner Hartnäckigkeit, für fünf Minuten vorgelassen zu werden. Im Verlauf der ersten Begegnung versucht er, Gekko zum Kauf bestimmter Aktien zu bewegen, was dieser jedoch ablehnt. Bud lässt sich schließlich dazu hinreißen, vertrauliche Informationen über die Fluggesellschaft „Bluestar“ weiterzugeben. Über diese verfügt er durch seinen Vater Carl, der als Monteur bei dem Unternehmen arbeitet und die Wartungstechniker der Firma gewerkschaftlich vertritt. Durch diese Informationen gelingt es Gekko, mittels des Kaufs von Bluestar-Aktien schnell viel Geld zu verdienen. Gekko belohnt ihn mit etwas Geld, einem weiteren Auftrag und einem Callgirl. Als der nächste Deal scheitert, eröffnet ihm Gekko, dass er keine Basis für eine Zusammenarbeit sehe. Bud bittet Gekko um eine zweite Chance, worauf dieser von ihm fordert, illegale Insiderinformationen zu sammeln.
Fortan kooperiert Bud mit dem Finanzhai und gerät dabei gleichsam in die Rolle seines Zöglings. Vor allen Dingen lernt Bud von Gekko, dass der Schlüssel zum Erfolg an der Börse in der Beschaffung von Insiderinformationen und deren illegaler Verwendung liege. So spioniert Bud unter anderem Larry Wildman aus, einen reicheren Konkurrenten Gekkos. Die Ergebnisse der Überwachung nutzt Gekko, um ein erhebliches Vermögen auf Kosten Wildmans zu machen. Dadurch zieht sich Gekko die Feindschaft Wildmans zu. Durch Gekkos Vermittlung lernt Bud die Innenarchitektin Darien Taylor kennen, in die er sich verliebt. Der neu erworbene Reichtum erlaubt es Bud, eine luxuriöse Penthousewohnung an der Upper East Side von Manhattan zu erwerben, in die beide zusammenziehen. Bud setzt Roger Barnes, einen befreundeten Anwalt, als Strohmann für Aktienkäufe ein und steigt innerhalb seines Unternehmens auf. Die Geschäfte entwickeln sich blendend – bis Bud schließlich seinen „Mentor“ an einer Übernahme von „Bluestar Airlines“ zu interessieren sucht in der Annahme, Gordon Gekko folge seinem Plan, die wirtschaftlich angeschlagene Fluglinie zu sanieren. Durch die Kooperation mit Gekko kommt es zwischen Bud und seinem Vater zum Zerwürfnis.
Das Geschehen wendet sich, als Bud zufällig erfährt, dass Gekko „Bluestar Airlines“ aufgrund der durch ihn vermittelten Informationen aus reinem Gewinnstreben zu zerschlagen beabsichtigt, ohne Rücksicht auf die dadurch von Arbeitslosigkeit bedrohte Belegschaft. Bud stellt Gekko zur Rede, der erklärt, dass es „nur um die Kohle gehe“ und dass er das Geldverdienen auf Kosten anderer als ein Spiel betrachte. Moralische Bedenken existierten für ihn in keiner Weise. Buds Vater erleidet einen Herzinfarkt. An seinem Krankenbett kommt es zur Versöhnung zwischen ihm und Bud. Der beschließt, Rache zu nehmen, und verbündet sich mit Larry Wildman, mit dessen Hilfe er es schafft, Gekkos Pläne zu vereiteln. Wildman erwirbt die Mehrheit an „Bluestar“ und verspricht, das Unternehmen weiterzuführen und die Arbeitsplätze zu erhalten. Gleichzeitig rächt er sich an Gekko, der sehr viel Geld verliert. Gekko entdeckt zu spät, dass er von Bud überlistet wurde. Daraufhin wird Bud von Polizei und Börsenaufsicht wegen Insiderhandels festgenommen. Bei ihrer letzten Begegnung im Central Park nennt Gekko im Verlauf eines Wutausbruchs die Namen von Unternehmen, die offenbar in früheren gemeinsamen Insider-Geschäften eine Rolle spielten. Gekko ist nicht nur aus wirtschaftlichen Gründen von Bud enttäuscht, sondern auch weil er väterliche Zuneigung für ihn entwickelt hat. Gekko weiß jedoch nicht, dass Bud sich zur Kooperation mit den Behörden entschlossen hat und ein Aufnahmegerät am Körper trägt.
Schließlich fährt Carl seinen Sohn zum Gericht. Bud rechnet damit, ins Gefängnis zu müssen. Der Vater rät ihm, etwas zu erschaffen, anstatt Illusionen hinterherzujagen, und erinnert ihn daran, dass Wildman Bud für die Zeit nach der Haft einen Job bei „Bluestar“ angeboten hat. Anschließend betritt Bud das Gerichtsgebäude.

## Synchronisation
Die deutsche Synchronisation entstand im Auftrag der Berliner Synchron, für die Dialogregie und das deutsche Dialogbuch war Jürgen Neu verantwortlich.
| Rolle             | Darsteller       | Sprecher              |
| ----------------- | ---------------- | --------------------- |
| Bud Fox           | Charlie Sheen    | Benjamin Völz         |
| Gordon Gekko      | Michael Douglas  | Volker Brandt         |
| Darien Taylor     | Daryl Hannah     | Susanna Bonasewicz    |
| Carl Fox          | Martin Sheen     | Christian Brückner    |
| Sir Larry Wildman | Terence Stamp    | Hans-Werner Bussinger |
| Marvin            | John C. McGinley | Hubertus Bengsch      |
| Lou Mannheim      | Hal Holbrook     | Jochen Schröder       |
| Kate Gekko        | Sean Young       | Cornelia Meinhardt    |
| Roger Barnes      | James Spader     | Mathias Einert        |

## Hintergrund
Vorbilder für Gordon Gekko waren die beiden Wallstreet-Millionäre Ivan Boesky und Carl Icahn. Ihre Machenschaften sind Thema in den Büchern „Mr. Diamond“ von Douglas Frantz und „Club der Diebe“ von James B. Stewart. Ivan Boesky hatte 1986 kurz vor seiner Verhaftung wegen Insidergeschäften bei einer Abschlussfeier der Haas School of Business eine Rede gehalten, die zum Vorbild von Gordon Gekkos „Gier ist gut“-Rede wurde. Wörtlich sagte Boesky unter Applaus und Lachen der Absolventen: “Greed is all right, by the way. I want you to know that. I think greed is healthy. You can be greedy and still feel good about yourself.” (deutsch: „Übrigens ist Gier in Ordnung. Ich will, dass ihr das wisst. Ich denke, Gier ist gesund. Man kann gierig sein und dennoch mit sich im Reinen.“) Außerdem war Michael Robert Milken, der „Erfinder“ der Hochzinsanleihen (englisch junk bonds), Vorbild.
Oliver Stone drehte den Film 1987 und ließ ihn 1985 spielen, da 1985 und 1986 die Skandale um die Insiderinformationen ihren Höhepunkt erreichten. Dies führte zum Anachronismus, da sich die Protagonisten 1985 über die Challenger-Katastrophe unterhalten, die sich erst 1986 ereignete. Regisseur Oliver Stone hat in dem Film einen Cameo-Auftritt: er kauft als Trader telefonisch Anacott-Steel-Aktien.
Filmsohn und Filmvater Bud und Carl Fox werden von Schauspielern dargestellt, die auch im wirklichen Leben Sohn (Charlie Sheen) und Vater (Martin Sheen) sind. Regisseur Oliver Stone widmete diesen Film seinem verstorbenen Vater Louis Stone, der selbst als Broker an der Wall Street arbeitete und pleiteging. Die Figur des eher besonnenen älteren Brokers Lou Mannheim hat er nach seinem Vorbild gestaltet.

## Kritiken
Das Lexikon des internationalen Films schrieb: „Ein mit schauspielerischen Glanzpunkten aufwartender Film über die moralische Verkommenheit skrupelloser Spekulanten an der New Yorker Börse, der vor allem an einer aufgeputschten, überraschungslosen Story leidet, aber auch durch unsensible, gelegentlich allzu kraftprotzerische Machart skeptisch stimmt“.
Jens Friedemann meint in der Frankfurter Allgemeinen Zeitung, in diesem Film werde ein „faszinierendes Spektakel aus Klischee und Realität vorgeführt“. Er hält den Film für „durchaus realistisch, wenn er zeigt, unter welchem nervenaufreibenden Druck die provisionsabhängigen Aktienverkäufer in den New Yorker Großraumbüros ihr Brot verdienen“. Der Film atme die Luft amerikanischer Börsenmakler, bei denen die Jagd nach Geschäften auf der Tagesordnung stehe.
Hans Günther Pflaum erkennt Genre-Motive, „die durchaus auch Anleihen bei der Legende von Faust und Mephisto nehmen“. Gleichzeitig unterstellt er Regisseur Stone in seiner Kritik für die Süddeutsche Zeitung, dass er „das Geschehen an der Wall Street eher als Western-Camouflage betrachtet“, denn „Gekko könnte genauso gut ein mächtiger Rancher sein, Fox senior ein braver Farmer, und Buddy würde zwischen die Fronten eines Weidekriegs geraten“. Für ihn sei dies bis ins Detail ein altes Schema, „bloß daß sich die konkreten Rinder in abstrakte Zahlen verwandelt haben“.
Auch Hellmuth Karasek benutzt im Spiegel diesen Vergleich: Er erkennt in Wall Street eine „simple Wildwest-Geschichte, nur daß die Scheckkarte an die Stelle der Kanonen getreten ist“. Enttäuscht zeigt er sich vom Ende des Films, an dem das Gute siege: „Lieber arm und gewerkschaftsfreundlich, als reich und von Papa verachtet – wenn ein Wallstreet-Film auf solche Holzfällermoral hinausläuft, dann fragt man sich, wozu die Börse bemüht wurde“.
Roger Ebert schrieb in der Chicago Sun-Times, der Film sei eine radikale Kritik der kapitalistischen Mentalität („Stone’s Wall Street is a radical critique of the capitalist trading mentality.“). Er kritisierte die Leinwandpräsenz von Charlie Sheen und schrieb, die Rolle von Bud Fox hätte besser mit einem Darsteller besetzt werden sollen, der „habgieriger“ („rapacious“) wirken würde – wie James Spader.

## Auszeichnungen
Für seine Darstellung der Figur des skrupellosen Corporate Raiders Gordon Gekko wurde Michael Douglas für die beste männliche Hauptrolle mit dem zweiten Oscar seiner Karriere ausgezeichnet; seinen ersten Oscar hatte er als Produzent von Einer flog über das Kuckucksnest erhalten. Außerdem erhielt er einen Golden Globe, einen David di Donatello sowie einen Kansas City Film Critics Circle Award.
Die Deutsche Film- und Medienbewertung FBW in Wiesbaden verlieh dem Film das Prädikat „wertvoll“.
Daryl Hannah hingegen bekam für diesen Film die Goldene Himbeere als schlechteste Nebendarstellerin. Regisseur Stone bedauerte später, die wichtige Rolle der Darien mit Hannah besetzt zu haben.

## Fortsetzung
Unter erneuter Regie von Oliver Stone begannen am 9. September 2009 die Dreharbeiten zur Fortsetzung Wall Street: Geld schläft nicht. Michael Douglas spielt erneut die Rolle des Gordon Gekko, weitere Rollen übernahmen Shia LaBeouf, Josh Brolin und Carey Mulligan. Charlie Sheen absolvierte einen Cameo-Auftritt. Der Film lief am 21. Oktober 2010 in Deutschland an.